# Aujeszky Lipót
Aujeszky Lipót (Nagylévárd, 1829. március 22. (keresztelés) – Budapest, 1887. február 12.) tanár, tankönyvszerző. Aujeszky Aladár orvos édesapja, Aujeszky László meteorológus apai nagyapja.

## Élete
Szülei Aujeszky Vince és Miller Zsuzsanna voltak. A középiskolát a budapesti katolikus főgimnáziumban végezte el. 1861. november 1-jétől a budapesti IV. kerületi főreáliskolában dolgozott egészen haláláig. Két önállóan megjelent munkáján kívül több különböző természettudományi folyóiratokba is írt cikkeket. Elhunyt élete 58., házasságának 20., tanárságának 26. évében, 1887. február 12-én délelőtt 10 órakor. Örök nyugalomra helyezték 1887. február 14-én délután a Fiumei úti sírkertben. Neje Pröbsztl Antónia volt.

## Művei
- Természettan főgymn. és főreálisk. tanodák számára. Piskó 2. kiadása után magyarítá. Pest, 1870. (2. kiadás. Pest, 1874.)
- Természettan alreáltanodák számára. 2. kiadás. Piskó 8. kiadása után. Pest, 1872.

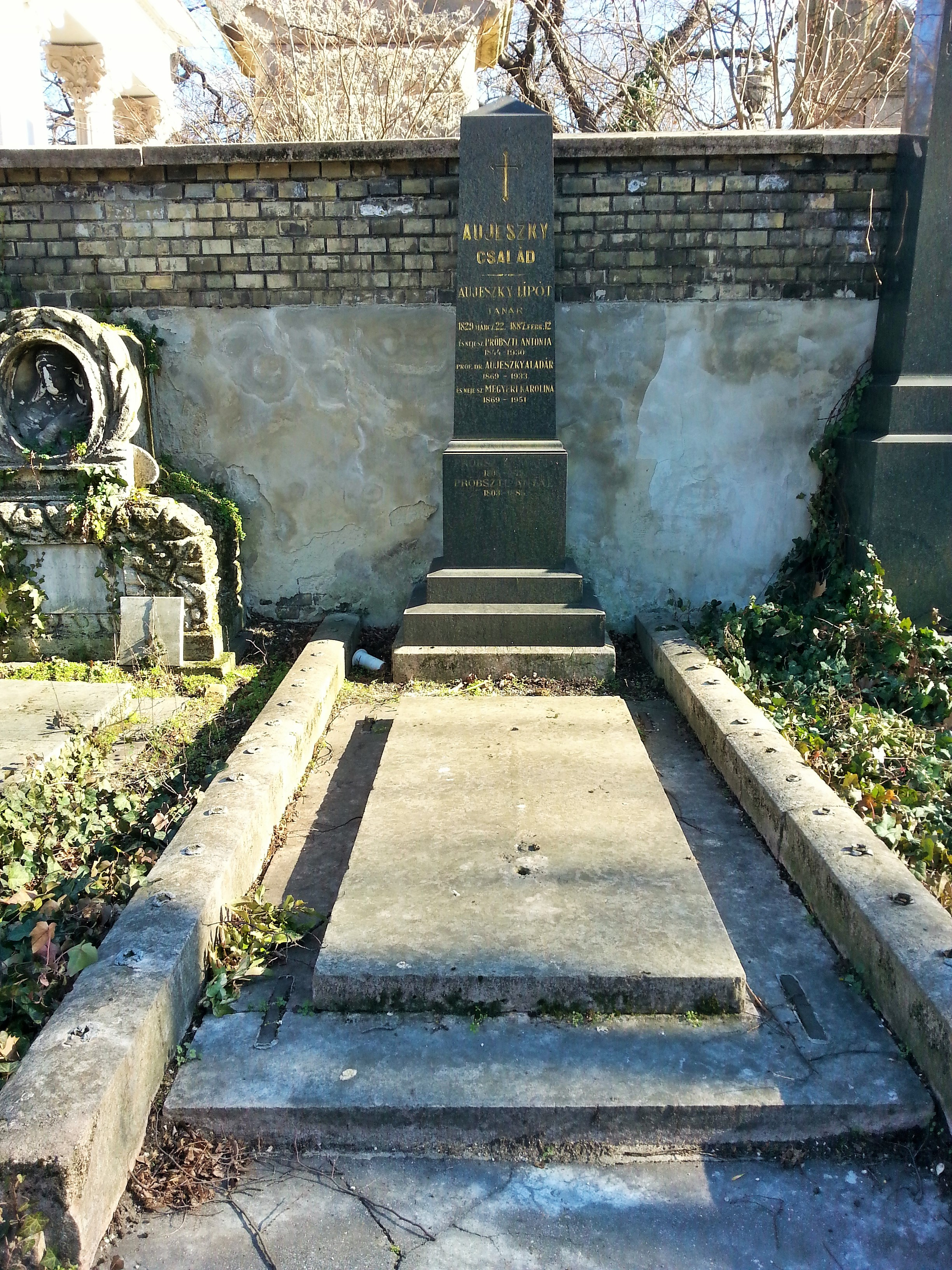
Sírja a Fiumei úti sírkertben 2022-ben